# Scleromitrula calthicola
Scleromitrula calthicola är en svampart som först beskrevs av Whetzel, och fick sitt nu gällande namn av T. Schumach. & Holst-Jensen 1997. Scleromitrula calthicola ingår i släktet Scleromitrula och familjen Rutstroemiaceae.   Inga underarter finns listade i Catalogue of Life.